# Sindrome di Pendred
La sindrome di Pendred è una malattia genetica che comporta sordità neurosensoriale congenita bilaterale ed il gozzo con ipotiroidismo occasionale (ridotta funzionalità della ghiandola tiroidea). Non esiste un trattamento specifico, diverse strategie di sostegno per la sordità e la supplementazione ormonale per l'ipotiroidismo, vengono generalmente prese in considerazione. Tale condizione prende il nome da dottor Vaughan Pendred (1869-1946), un medico inglese che per primo la descrisse in una famiglia irlandese che viveva a Durham nel 1896. Essa rappresenta il 7,5% di tutti i casi di sordità congenita.

## Segni e sintomi
La perdita dell'udito è spesso, anche se non sempre, presente sin dalla nascita e l'acquisizione del linguaggio può essere un problema significativo se la sordità è grave in età infantile. La perdita dell'udito peggiora in genere nel corso degli anni e la progressione può essere graduale. In alcuni casi lo sviluppo del linguaggio peggiora dopo un trauma cranico, dimostrando che l'orecchio interno è sensibile ai traumi; questa è una conseguenza degli acquedotti vestibolari allargati tipici di questa sindrome. La funzione vestibolare varia nella sindrome di Pendred e la presenza di vertigini possono essere una caratteristica di un trauma cranico minore. Il gozzo è presente nel 75% dei casi.

## Diagnosi
L'audiometria (capacità di ascoltare i suoni di una particolare altezza) di solito è anormale, ma i risultati non sono particolarmente specifici e un audiogramma non è sufficiente per diagnosticare la sindrome di Pendred. Un gozzo tiroideo può essere presente nel primo decennio ed è più comune verso la fine del secondo decennio. Una risonanza magnetica dell'orecchio interno mostra di solito degli acquedotti vestibolari allargati e può mostrare anomalie della coclea nota come displasia di Mondini. I test genetici per identificare il gene Pendrin solitamente confermano la diagnosi. Se la condizione è sospetta, un "test al perclorato" è talvolta eseguito. Questo test è altamente sensibile, ma può anche essere anormale in altre condizioni tiroidee. Se il gozzo è presente, test di funzionalità tiroidea vengono eseguiti per identificare i casi lievi di disfunzione tiroidea, anche se i sintomi non si sono ancora manifestati.

## Genetica

Eredità autosomica recessiva.

La sindrome di Pendred viene ereditata in maniera autosomica recessiva, il che significa che è necessario ereditare il gene anomalo da ciascun genitore affinché la malattia si possa manifestare. Ciò significa anche che un fratello di un paziente con la sindrome di Pendred ha una probabilità del 25% di avere anch'esso la condizione.
La sindrome è stata associata a mutazioni nel gene PDS, che codifica per la proteina pendrin (carrier soluto famiglia 26, membro 4, SLC26A4). Il gene è localizzato sul braccio lungo del cromosoma 7 (7q31). Mutazioni nello stesso gene causano anche la sindrome dell'acquedotto vestibolare allargato (EVAS), un'altra causa della sordità congenita; specifiche mutazioni hanno maggiori probabilità di causare l'EVAS, mentre altre sono più collegate con la sindrome di Pendred.

## Trattamento
Non esiste un trattamento specifico per la sindrome di Pendred. Un supporto professionale e il ricorso ad un impianto cocleare possono migliorare le competenze linguistiche. Se i livelli di ormone tiroideo appaiono deficitari, la somministrazione di tiroxina può essere richiesta. I pazienti sono invitati a prendere precauzioni contro possibili lesioni alla testa.